# Eucalyptus ovata
Eucalipto ovata, eucalipto de pantano, es un árbol de Australia de una distribución muy extendida.

## Descripción
El eucalipto de pantano es un árbol de una talla mediana, la corteza que se muda de casi todo el tronco revela una superficie lisa, gris, blancuzca o gris rosácea. La corteza áspera se mantiene en la base de los árboles maduros. Las hojas son pedunculadas, anchas lanceoladas, onduladas de 19 x 8,5 cm, opacas y verdes.  Las flores blancas aparecen desde el otoño a mitad del invierno. 
El árbol puede alcanzar una altura de 30 metros.

## Distribución
El árbol está extendido desde el extremo occidental de la Isla Canguro, el sur de los  Montes Lofty y el suroeste de Australia Meridional, Tasmania,  la parte sur de Victoria y el sureste de Nueva Gales del Sur, prefiriendo los valles y las áreas pobremente drenadas.

## Taxonomía
Eucalyptus ovata fue descrita por primera vez en 1806 por Jacques Labillardière.  y publicado en Novae Hollandiae Plantarum Specimen 2: 13. 1806.
Etimología
Eucalyptus: nombre genérico que proviene del griego antiguo: eû = "bien, justamente" y kalyptós = "cubierto, que recubre". En Eucalyptus L'Hér., los pétalos, soldados entre sí y a veces también con los sépalos, forman parte del opérculo, perfectamente ajustado al hipanto, que se desprende a la hora de la floración.
ovata: epíteto latíno que significa "ovada".
 Sinonimia
- Eucalyptus gunnii var. ovata (Labill.) H.Deane & Maiden, Proc. Linn. Soc. New South Wales 26: 136 (1901).
- Eucalyptus acervula Hook.f., Fl. Tasman. 1: 135 (1856).
- Eucalyptus stuartiana F.Muell. ex Miq., Ned. Kruidk. Arch. 4: 131 (1856).
- Eucalyptus stuartiana var. longifolia Benth., Fl. Austral. 3: 244 (1867).
- Eucalyptus mulleri Naudin, Descr. Emploi Eucalypt.: 45 (1891).
- Eucalyptus paludosa F.Muell. ex R.T.Baker, Proc. Linn. Soc. New South Wales 23: 167 (1898).
- Eucalyptus gunnii var. acervula H.Deane & Maiden, Proc. Linn. Soc. New South Wales 26: 136 (1901).
- Eucalyptus gunnii var. elata Hook.f., Bot. Mag. 127: t. 7808 (1901).
- Eucalyptus ovata var. grandiflora Maiden, Crit. Revis. Eucalyptus 3: 146 (1916).[7]